# Alcudia de Guadix
Alcudia de Guadix (o simplemente Alcudia) es una localidad española perteneciente al municipio del Valle del Zalabí, en la provincia de Granada, comunidad autónoma de Andalucía. Está situada en la parte central de la comarca de Guadix. Anexa a esta localidad se encuentra el núcleo de Exfiliana, y un poco más alejados están Guadix y La Calahorra.
Hasta 1973 era independiente, constituyéndose el municipio del Valle del Zalabí a partir de la unión de Alcudia de Guadix, Exfiliana, Charches y la pedanía de la Rambla del Agua. Desde entonces, Alcudia de Guadix es la cabecera administrativa —capital— del término municipal.

## Historia
Históricamente la villa se remonta al poblamiento indígena primitivo que se asentaba en el Zalabí, al menos desde la Edad del Bronce, aunque sus orígenes más recientes se remonten al siglo VIII, cuando en la vega inmediata se establecieron los Yunds de Siria con el califa Walid I. Posteriormente, desde el siglo X se estableció una nueva población. Entre los musulmanes era conocida como Alcudia Alhambra (Alcudia la Roja), por el color rojizo de las laderas sobre las que se asentaba.
En 1489 fue tomada por los Reyes Católicos y pasó a pertenecer a la Corona de Castilla. En el siglo XVI era ya Alcudia una villa notable por su riqueza agrícola y porque todas sus casas tenían agua y extensos bienes comunales. También eran famosos sus baños, en los que se celebraban ceremonias nocturnas, especialmente con ocasión de los matrimonios.
De Alcudia era Hernando El Habaqui, el “Gran Alguacil”, que participó en el levantamiento de los moriscos contra Felipe II, además de ser capitán de la zona de Guadix, Baza y Marquesado del Cenete durante la sublevación de La Alpujarra.

## Geografía
Alcudia de Guadix está situada en las estribaciones de Sierra Nevada, en su lado norte, a 1.011 metros de altitud, en la Hoya de Guadix y sobre una atalaya desde la que se divisan las cumbres nevadas. A sus pies se extiende una fértil vega poblada de choperas, frutales y hortalizas. Dista a 64 kilómetros de la capital provincial, la ciudad de Granada.

## Demografía
| Gráfica de evolución demográfica de Alcudia de Guadix entre 1842 y 1970 |
| |
| Población de derecho según los censos de población del INE Población de hecho según los censos de población del INEEntre el censo de 1981 y el anterior, este municipio desaparece porque se agrupa en el municipio Valle de Zalabí |

## Cultura

### Fiestas
Entre sus principales fiestas destacan las de San Antón, el 17 de enero; las de San Gregorio, que tienen lugar en Alcudia y Exfiliana y se celebran el 9 de mayo; las fiestas de la Virgen del Rosario, que se celebran el último domingo del mes de mayo; las de San Buenaventura, el 14 de julio; y, por último, las del Santo Cristo, que se celebran el 15 de septiembre.